# Lycaena shandura
Lycaena shandura är en fjärilsart som beskrevs av Evans 1925. Lycaena shandura ingår i släktet Lycaena och familjen juvelvingar. Inga underarter finns listade i Catalogue of Life.